# Солароло Монастероло (Кремона)
Солароло Монастероло је насеље у Италији у округу Кремона, региону Ломбардија.
Према процени из 2011. у насељу је живело 202 становника. Насеље се налази на надморској висини од 34 м.